# Stimmen Festival
Stimmen Festival je hudební festival, který se každoročně počínaje rokem 1994 koná ve městě Lörrach a okolních městech v hraničním trojúhelníku Německa, Francie a Švýcarska. V roce 2009 byl nominován na cenu Live Entertainment Award (LEA). Koncerty probíhají na několika místech, včetně sálu Burghof, v římském amfiteátru Augusta Raurica (Augst) a v Riehenu. Největší koncerty probíhají na náměstí v Lörrachu. Vystupují zde hudebníci různých žánrů, včetně rocku, popu, jazzu i klasické hudby. V průběhu let na festivalu vystoupili například Leonard Cohen, John Cale, Neil Young, Paul Simon a Elton John.